# Teatro Cervantes de Almería
El teatro Cervantes y Círculo Mercantil e Industrial es un edificio ubicado en la ciudad de Almería. Materializó con su inauguración en 1921 las aspiraciones existentes en la ciudad, desde varias décadas antes, de poseer un edificio noble para dedicarlo a actividades culturales y recreativas. 
El arquitecto Enrique López Rull diseñó en 1898 esta construcción monumental, notoriamente decorada, que encaja perfectamente dentro de los parámetros del eclecticismo de la época. 

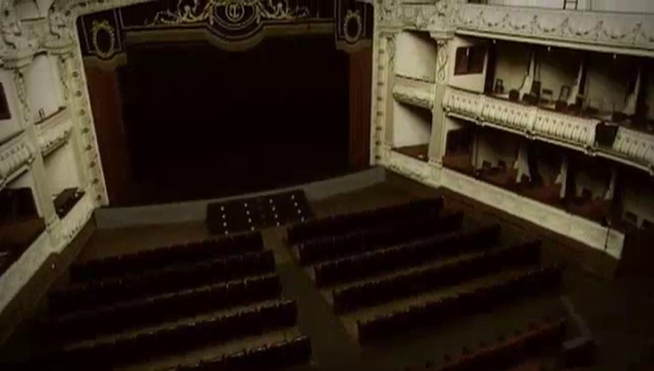
Interior del teatro

## Descripción
Edificio exento de planta rectangular. De sus cuatro fachadas destaca la que mira al Paseo de Almería, situada en uno de los lados menores del rectángulo, en la que un cuerpo saliente de tres alturas y cinco huecos concentra los elementos decorativos a base de pilastras, cornisas de dentellones, balaustradas, frontones curvos, relieves con símbolos teatrales, mascarones, un tondo con la efigie de Cervantes y farolas con girasoles, que aportan una nota de estilo modernista. 
Las fachadas laterales son mucho más sencillas, organizándose en la secuencia de vanos adintelados y cornisas que subrayan la distribución de las plantas.
En la zona contigua a la fachada principal están situadas las dependencias del Círculo Mercantil. El vestíbulo de entrada ofrece una notable decoración debida a T. Villalba y realizada en 1920. Un alto zócalo de azulejos bordea las paredes, las puertas presentan ricas tallas y enmarcamientos con pilastras y entablamentos y los techos son artesonados dorados. 
Otra estancia destacada es el salón del primer piso que se divide en dos ámbitos por tres columnas jónicas. De su decoración cabe resaltar las pinturas del techo, relativas a la música y la danza, y los bodegones de flores colocados entre cariátides sobre las puertas.
El teatro tiene forma de herradura con una pronunciada curva hacia levante. La embocadura del escenario y los frentes de los tres pisos de palcos ofrecen variados motivos ornamentales de escayola dorada, centrando el techo un gran rosetón, cuyas molduras fueron realizadas por Francisco Álvarez Lloret, que fue alumno aventajado de la Escuela de Arte de Almería, y becado por el Ministerio de Agricultura y Obras Públicas, por Real Orden de 23 de mayo de 1900, para visitar la Exposición Universal de París, celebrada en agosto de 1900.
Durante la guerra civil española fue utilizado como refugio para protección de la población civil durante los ataques aéreos que sufría la ciudad.
La balaustrada exterior a nivel de calle está decorada con jarrones y peones que no son parte del diseño original, sino que se añadieron en los años 1970 en simbolismo de los campeonatos de ajedrez que se disputaban en el lugar.

## Leyenda
La leyenda más oída y conocida es una historia sobre la muerte de Conchita Robles y de Manuel Aguilar.
Conchita Robles era una actriz que iba a realizar una función muy esperada en su ciudad. Acababa de divorciarse de su marido, el capitán de caballería Carlos Verdugo, y ella, al conocer el carácter de Carlos, suponía que a causa del divorcio traería problemas, por lo que pidió la vigilancia para que Carlos no pudiera acceder al teatro, aunque accedió por la puerta de entrada a los actores y apuntó con su arma a Conchita nada más verla. Conchita cogió a un chico de 16 años, Manuel Aguilar, el cual era un aprendiz de imprenta, y lo colocó delante de ella con la finalidad de que Carlos se detuviera y no disparara. Pero no se frenó, y primero mató al joven y después le disparó a ella, y aun estando herida salió a interpretar su parte de la función hasta que en el propio escenario se desplomó.
Los disparos se escucharon en la sala, pero la gente no se sorprendió porque pensaron que formaría parte de la obra teatral.
Desde entonces, algunas personas afirman que ocurren hechos extraños y que son causados por la presencia de los fantasmas de Manuel Aguilar y de Conchita Robles.

## Actuaciones
- El 28 de diciembre de 2016 se estrenó Papanú, un musical familiar, presentado por Alfredo Casas.[4]
- El 23 de abril de 2017, la cantante Mar Hernández realizó un concierto acompañada de una banda compuesta por Juanma Linde, Pepe Mañas, Jesús Morales, José Manuel Prada, Jordi Spuny y su padre Francis Hernández.[5] Dicho concierto también contó con los cantantes invitados Aitor Sáez y César Maldonado.[6]